# Các thành phần bản thể học

Bản thể học của chiếc xe hơi

Bản thể học (khoa học thông tin) hiện đại chia sẻ nhiều điểm tương đồng về mặt cấu trúc, bất kể ngôn ngữ nào nó thể hiện. Đa số các bản thể học mô tả các thực thể (thể hiện), các lớp (khái niệm), các thuộc tính và các mối quan hệ. Các thành phần chung của bản thể học bao gồm :
- Thực thể: thể hiện hay đối tượng (khái niệm đối tượng mức cơ bản).
- Lớp: tập hợp, khái niệm, các dạng đối tượng, các kiểu của các loại.
- Thuộc tính: khía cạnh, thuộc tính, đặc tính, tham số của đối tượng (lớp) có thể có.
- Quan hệ: các cách mà các lớp hoặc thực thể có thể quan hệ với nhau.
- Thuật ngữ hàm: cấu trúc phức tạp hình thành trên các quan hệ nhất định nào đó có thể thay cho một thuật ngữ thực thể trong một tuyên bố.
- Hạn chế
- Tập luật
- Định lý
- Các sự kiện

Các bản thể học thường được mã hóa bằng cách dùng các ngôn ngữ bản thể học.